# Casevecchie
Casevecchie é uma comuna francesa na região administrativa de Córsega, no departamento da Alta Córsega. Estende-se por uma área de 9,06 km². 